# Orange Beach (Alabama)
 Orange Beach és una ciutat dels Estats Units a l'estat d'Alabama. Segons el cens del 2000 tenia 3.784 habitants.

## Demografia
Segons el cens del 2000, Orange Beach tenia 3.784 habitants, 1.779 habitatges, i 1.090 famílies. La densitat de població era de 140,5 habitants/km².
Dels 1.779 habitatges en un 20,6% hi vivien nens de menys de 18 anys, en un 50% hi vivien parelles casades, en un 7,8% dones solteres, i en un 38,7% no eren unitats familiars. En el 30,4% dels habitatges hi vivien persones soles l'11,2% de les quals corresponia a persones de 65 anys o més que vivien soles. El nombre mitjà de persones vivint en cada habitatge era de 2,13 i el nombre mitjà de persones que vivien en cada família era de 2,61.
Per edats la població es repartia de la següent manera: un 16,6% tenia menys de 18 anys, un 6,4% entre 18 i 24, un 28,3% entre 25 i 44, un 30,5% de 45 a 60 i un 18,2% 65 anys o més.
L'edat mediana era de 44 anys. Per cada 100 dones hi havia 108,3 homes. Per cada 100 dones de 18 o més anys hi havia 103,2 homes.
La renda mediana per habitatge era de 40.542 $ i la renda mediana per família de 51.222 $. Els homes tenien una renda mediana de 34.063 $ mentre que les dones 24.787 $. La renda per capita de la població era de 27.082 $. Aproximadament el 6,2% de les famílies i el 10,6% de la població estaven per davall del llindar de pobresa.

## Poblacions més properes
El següent diagrama mostra les poblacions més properes.